# Неркін Сзнек
Неркін Сзнек (вірм. Ներքին Սզնեք), Ашаги Ємішджан (азерб. Aşağı Yemişcan) — село у Аскеранському районі Нагірно-Карабаської Республіки. Село розташоване на річці Варанда, на південний схід від Степанакерта, на південь від траси Степанакерт — Кармір шука — Гадрут, поруч з селами Верін Сзнек, Карміргюх та Джрахацнер.

## Пам'ятки
У селі розташовані церква Сурб Аствацацін (Святої Богородиці) 19 століття, кладовище 18-19 ст., млин 19 ст. та джерело 19 ст.